# Le Secret des Perlims
Pour plus de détails, voir Fiche technique et Distribution.
Le Secret des Perlims (Perlimps) est un long métrage d'animation brésilien écrit, édité, animé et réalisé par Alê Abreu, sorti en 2022.

## Synopsis
Dans la Forêt Magique, deux royaumes rivaux, celui du Soleil et celui de la Lune, se font face. Un jour, les Géants menacent de détruire la Forêt ainsi que les deux royaumes. Claé et Bruô, agents secrets des deux royaumes respectifs, sont chargés d'aller charger les Perlims, les seules créatures capables de sauver leur monde commun.

## Fiche technique
Sauf indication contraire, les informations mentionnées dans cette section peuvent être confirmées par les bases de données cinématographiques IMDb et Allociné,  présentes dans la section « Liens externes ».
- Titre original : Perlimps
- Titre français : Le Secret des Perlims
- Réalisation : Alê Abreu
- Scénario : Alê Abreu
- Musique : O Grivo et André Hosoi
- Montage : Alê Abreu
- Animation : Alê Abreu, Sandro Cleuzo
- Production : Ernesto Soto, Luiz Bolognesi, Alê Abreu et Lais Bodanzky
  - Production associée : Rosanne Svartman
- Société de production : Buriti Filmes, Globo Filmes, Gloob, Sony Pictures Releasing International
- Sociétés de distribution : Vitrine Filmes (Brésil), UFO Distribution (France)
- Budget : n/a
- Pays de production :  Brésil
- Langue originale : portugais
- Format : couleur
- Genre : animation, famille, aventure
- Durée : 76 minutes
- Date de sortie :
  - France : 16 juin 2022 (Festival international du film d'animation d'Annecy) ; 18 janvier 2023 (sortie nationale)
  - Brésil : 9 février 2023

## Distribution

### Voix originales
Sauf indication contraire, les informations mentionnées dans cette section peuvent être confirmées par la base de données cinématographiques IMDb,  présente dans la section « Liens externes ».
- Giulia Benite
- Stenio Garcia
- Lorenzo Tarantelli

## Accueil

### Accueil critique
En France, le site Allociné donne la note de 3,4⁄5, après avoir recensé et interprété 11 critiques de presse.
Selon Sylvestre Picard (Première), « Là où un gros studio aurait joué sur les possibilités offertes par les contraires incarnés par les deux petits héros (le Soleil et la Lune, le jour et la nuit, etc.) afin d'en faire une ode à l'amitié, le film parvient à dépasser cette simple dynamique de buddy movie animé pour servir un véritable propos politique, mais oui. ».
Pour Xavier Leherpeur (L'Obs), « son déjà magnifique Le Garçon et le Monde, le cinéaste brésilien rehausse encore le curseur de la réussite formelle. Entre une gamme de couleurs vives dispersées par des ombres brouillardeuses, des effets d'échelles magnifiquement composés conférant une anxiété palpable à chaque cadre, ainsi que le recours à un hors champ menaçant, la mise en scène est splendide. Quant au scénario, fable fantastique et politique, il est redoutablement lucide, invitation bienvenue à la désobéissance civile. Avec en point d’orgue une fin ouverte en forme de twist inattendu, appelant une éventuelle suite que l’on espère fortement. ».
Barbara Théate (Le Journal du dimanche) juge le scénario classique, prévisible, mais estime que l'originalité provient « l’animation fluide et de la texture des images, véritables explosions de couleurs et qui parfois font penser à des tableaux de peinture. ».